# Velké Kunětice
Velké Kunětice (en allemand : Gross-Kunzendorf) est une commune du district de Jeseník, dans la région d'Olomouc, en République tchèque. Sa population s'élevait à 562 habitants en 2018.

## Géographie
Hradec-Nová Ves se trouve à la frontière avec la Pologne, à 12 km au nord-nord-est de Jeseník, à 81 km au nord d'Olomouc et à 204 km à l'est-nord-est de Prague.
La commune est limitée par la Pologne au nord, par Mikulovice à l'est, par Hradec-Nová Ves et Supíkovice au sud, et par Stará Červená Voda à l'ouest.

## Histoire
La première mention écrite de la localité date de 1284.